# BR 288
Doppellok, Wehrmachtslokomotive D 311 (после окончания Второй мировой войны V188, после 1968 г — DB-Baureihe 288 — тепловоз, строившийся в Германии во время Второй мировой войны с 1941 по 1943 гг. Один из первых двухсекционных тепловозов.

## Предпосылки к появлению
В 1936 г. в Германии началось проектирование орудий «Дора» и «Густав». Перед концерном Крупп встала задача транспортировать орудие колоссальных размеров и массы, и, помимо этого, обеспечить его электроэнергией. Орудие передвигались по параллельно уложенным железнодорожным колеям, и, соответственно, был выбран смелый (поскольку строившиеся до 1936 г. тепловозы обладали сравнительно малой мощностью и низкой надежностью) по тем временам вариант: орудие должны были перемещать на позиции и обеспечивать его электричеством два двухсекционных тепловоза

## Особенности конструкции
Тепловозы имели кузов вагонного типа с одной кабиной в направлении движения в каждой секции. Все оси секции находились в жесткой раме, таким образом, осевая формула каждой секции была 0-4-0 (D0). Секции предусматривали управление с одного поста и связывались специальной жесткой сцепкой.

## История эксплуатации
Всего планировалось построить 6 локомотивов (то есть 12 секций). 8 секций (4 локомотива) были завершены к августу 1942 года, оставшиеся два локомотива не были достроены из-за бомбардировок завода. Локомотивы получили обозначение D311, секции имели индивидуальные заводские номера, но при составлении двухсекционная машина получала один номер с обозначением секций «a» и «b».

### В период военных действий
D311.01a/b и D311.02a/b были построены в 1941 г., они использовались Вермахтом для орудия «Дора» на оккупированных территориях (для его синхронного перемещения по двум параллельным колеям), а построенные в 1942 г. D311.03a/b и D311.04a/b — для орудия «Тяжелый Густав 2» (см. там же). Локомотивы D311.05 и D311.06 завершены не были, им, соответственно, не были присвоены номера. После войны остатки этих локомотивов пошли в лом.

### В мирное время
После окончания Второй мировой войны D311.03a/b находился в Нюрнберге в неисправном состоянии. Был восстановлен с присвоением номера V188 001a/b, использовался для вождения товарных поездов до 1969 г., после чего был отстранен от эксплуатации и использовался как донор запчастей для V188 002, в 1970 г. был разделан на лом. D311.02a/b передан с номером V188 003a/b в 1945 г. на завод Крупп, использовался до 1951 г. без планового ТО. D311.04 (позже V188 002A/B, позже 288 002-9) после войны находился в Голландии, был выкуплен ФРГ, восстановлен, до 1971 г. использовался, после чего был отстранен от работы из-за трещины в раме и в 1973 г. разделан на лом. О судьбе D311.01a/b достоверных сведений нет.

## BR 288 в железнодорожном моделизме
Экзотическая для европейских железных дорог двухсекционная конструкция локомотива в сочетании с необычной судьбой этих машин не раз привлекала внимание и любителей истории железных дорог, и моделистов. Однако первые выпускаемые промышленным образом модели этих локомотивов появились только в 1979 г., то есть почти через 10 лет после исключения их из инвентаря и более 35 лет после создания машин. Модели строились в масштабах N, H0 и I. На сегодняшний день (2012 г.), по данным сайта Modellbau-Wiki, производство всех моделей свернуто, однако на сайтах производителей все ещё можно найти описание моделей. В начале 2022 года китайской фирмой Trumpeter была выпущена сборная пластиковая модель V188 в масштабе 1/35.